# Швабија
Швабија (немачки: Schwaben, Schwabenland; швапски немачки: Schwobeland) је историјска и лингвистичка покрајина у Немачкој, у држави Баден-Виртемберг. У средњем веку Швабија је обухватала и Лихтенштајн, немачко говорно подручје Швајцарске и део источне Француске.

## Назив
Од латинског назива „Suebi” су данашње Швабе. Сам назив је од старог назива за евроазијске ратнике: Срби, Серби, Сарби, Сорби, Суеби... Главни град Швабије је Штутгарт, који је по Фридриху Вилхелму фон Таубеу од словенске речи „град”: „На илирском језику, двор или град (eine Burg oder Stadt) значи „Град”, нпр. Београд. Руси и Пољаци променили су Град у Грод, Словени и Венди у Немачкој пак у Gard, нпр. Stargard, Mumpelgard, Stutgard итд.”
Становници Швабије су Швабе — Немци који говоре швапским дијалектом. Швапска насеља постоје или су постојала и у Мађарској, Румунији, Србији (Војводина; види: Дунавске Швабе), Русији и Казахстану, а такође у Бразилу, Канади и САД.
У Србији као и другим деловима источне Европе термин „Шваба” се користи за све Немце.

## Личности
- Јоханес Кеплер (* 1571) - астроном
- Филип Матеус Хан (* 1739) - прва машина за рачунање
- Албрехт Лудвиг Берблингер (* 1770) - проналазач
- Фридрих Камерер (* 1796) - проналазач шибице
- Конрад Дитрих Магирус (* 1824) - проналазач
- Матијас Хонер (* 1833) - проналазач усне хармонике и хармонике
- Фединанд гроф фон Цепелин (* 1838) - конструктор